# Sport TV
Sport TV (stylisé « SPORT.TV ») est le nom commercial d'un groupe de chaînes câblées créée en 1998, appartenant au groupe NOS et Global Media Group. C'est la première chaîne privée cryptée à péage au Portugal.
Le groupe SPORT.TV S.A. détient la quasi-totalité des événements sportifs majeurs, tous les grands championnat européens de football, la Ligue des champions, Coupe du monde, Euro, la Formule 1... C'est une situation de monopole qui contribue à une certaine impopularité dans le pays.
En 2013, le monopole de Sport TV est brisé, en effet Benfica TV acquiert les droits de la Premier League et tous les matchs de Benfica à domicile.
Les chaînes Sport TV sont disponibles par les opérateurs suivants : Cabovisão, NOS, MEO et Vodafone.
Elles possèdent aujourd'hui toutes une version haute définition au Portugal.

## Sport TV 1
Cette chaîne a été lancée le 16 septembre 1998, sous le nom de SPORT.TV.
C'est une chaîne consacrée au football portugais, diffusant aussi les compétitions européennes de l'UEFA. La chaîne est aussi disponible en HD, notamment SPORT.TV 1 HD.

## Sport TV 2
Cette chaîne a été lancée le 16 septembre 2005. C'est la deuxième chaîne sportive du groupe.
C'est une chaîne consacrée au football international, diffusant le Championnat espagnol (La Liga) et le Championnat allemand (Bundesliga), mais aussi certaines compétitions de basket. La chaîne est aussi disponible en HD, notamment SPORT.TV 2 HD.

## Sport TV 3
Cette chaîne a été lancée le 1er juin 2008 et diffuse 100 heures de programme par semaine.
Elle transmet la Ligue 1, la Série A, des compétitions de surf, de lutte professionnelle, ainsi que quelques sports américains. La chaîne est aussi disponible en HD, notamment SPORT.TV 3 HD.

## Sport TV 4
Cette a été lancée le 13 août 2011, remplaçant la chaîne SPORT.TV LIVE.
C'est une chaîne consacrée au golf, tennis et à l'athlétisme. La chaîne est aussi disponible en HD, notamment SPORT.TV 4 HD.

## Sport TV 5
Cette chaîne a été lancée le 14 août 2014, remplaçant la chaîne SPORT.TV GOLFE.
Elle est consacrée au sport automobile et de combat, avec 120 heures de programmation par semaine. La chaîne est aussi disponible en HD, notamment SPORT. TV 5 HD.

## Sport TV+
SPORT.TV+ HD est une chaîne d'information sportive (comme p. ex. : INFOSPORT+ en France). 
La chaîne est gratuite chez tous les quatre opérateurs principaux dans le territoire portugais et comprise dans tous les bouquets de « base ».

## Sport TV 4K UHD
SPORT.TV 4K UHD est une chaîne en 4K Ultra Haute Définition qui a commencé ses diffusions en octobre 2017. Elle ne diffuse que temporairement, à savoir quelques matchs de la Ligue des Champions* et autres événements sportifs. La chaîne est disponible chez 3 opérateurs, notamment NOS, MEO et Vodafone et il faut être équipé d'une box en 4K du fournisseur TV et disposer d'une télévision 4K pour pouvoir recevoir les programmes en Ultra Haute Définition.
En 2019, elle diffuse toute sa programmation en 4K.

## Chaînes internationales
3 chaînes diffusées en Afrique, dont une en Haute Définition :
- SPORT.TV ÁFRICA 1
- SPORT.TV ÁFRICA 1 HD
- SPORT.TV ÁFRICA 2 (a cessé d'émettre en 2016)

1 chaîne diffusée en Amérique du Nord :
- SPORT.TV AMÉRICAS (a cessé d'émettre le 5 juin 2013)

## Anciennes activités

### Sport.TV Liga Inglesa
SPORT.TV LIGA INGLESA était une chaîne en haute définition qui transmettait la programmation de la Premier League créée par l'agence IMG aux États-Unis. Elle a cessé d'émettre le 31 mai 2013, lorsque la chaîne concurrente BTV a acquis les droits de transmission. 

### Sport.TV Live
Cette chaîne a été lancée le 1er août 2013. Elle diffusait 1 match de foot des « Trois Grands » par semaine, ainsi que quelques matchs des ligues européennes, dont Sport TV détient les droits de transmission (Bundesliga, Ligue 1, Eredivisie, La Liga, Championnat d'Argentine, etc.). La chaîne a été remplacée par SPORT.TV 4 HD le 14 août 2014.

### Sport.TV Golfe
SPORT.TV GOLFE était une chaîne consacrée au golf qui a été lancée le 6 janvier 2010. Elle transmettait tous les grands circuits de golf (European Tour, US PGA, Asian Tour, Ladies European Tour, LPGA), ainsi que le Seniors European Tour et le Champions Tour. C'était la seule chaîne au Portugal qui diffusait également un magazine quotidien sur le golf. Elle a cessé d'émettre le 14 août 2014 et a été remplacée par SPORT.TV 5.

## Services
- SPORT.TV PREMIUM SD - bouquet avec toutes les chaînes en définition standard
- SPORT.TV PREMIUM HD - bouquet avec toutes les chaînes en haute définition
- SPORT.TV MULTISCREEN - service multi-écrans
- SPORT.TV MULTIROOM - serivce 2 écrans en payant qu'un seul abonnement
- SPORT.TV VOD - service vidéo à la demande
- SPORT.TV EMPRESAS - service aux entreprises, notamment pour le raccordement dans les chambres d'hôtels, les cafés, etc.

## Programmation

### Football
- Primera Liga

- Taça de Portugal

- La Liga*

- Copa del Rey

- Ligue 1*

- Serie A

- Bundesliga

- DFB-Pokal

- Supercoupe d'Allemagne

- Championnat du Portugal D2

- Eredivisie

- Coupe des Pays-Bas

- Championnat de Russie

- Championnat de Suisse

- Jupiler Pro League

- Championnat d'Écosse

- Primera División

- Brasileirão

- Championnat de São Paulo

- Coupe du Brésil

- Supercoupe de l'UEFA

- Championnat d'Europe

- Copa Libertadores

- Copa Sudamericana

- Coupe du monde

### Rugby
- Top 14
- The Rugby Championship
- Championnat d'Angleterre de rugby à XV
- Tournoi des Six Nations

### Football américain
- NFL

### Tennis
- Coupe Davis
- Portugal Open

### Basket
- LPB (4 diffusions par semaine)
- NBA (3 diffusions en direct par semaine)
- Liga ACB (1 diffusion par semaine)

### Sport mécanique
- Formule 1
- Grand Prix moto
- IndyCar Series

*En mai 2018, le groupe NOS qui détient les chaînes SPORT.TV perd les droits de diffusion de la Ligue des Champions et de LaLiga et en juin la Ligue 1 Conforama. C'est son concurrent Eleven Sports Portugal qui a acquis les droits exclusifs de la diffusion sur le territoire portugais. Ce dernier sera disponible le 1er août 2018 chez l'opérateur câblé Nowo. Un abonnement et un raccordement au câble sera donc obligatoire pour suivre ces événements sportifs.